# Alfacell
Alfaceller är celler lokaliserade i bukspottskörteln (pankreas) och ansvarar för utsöndringen av hormonet glukagon. 

## Funktion
Alfaceller utgör 15-20% av de langerhanska öarnas endokrina celler.  Funktionen av alfacellerna är att vid lågt blodsocker utsöndra det katabola hormonet glukagon som bryter ner glykogen till glukos, och verkar då i motsats till betaceller. Alfacellerna är placerade i små blåsor kallade granula. När granulas membran sammansmälter med alfacellens membran i exocytos frigörs glukagon ut i blodet. 

## Patologi
Ett vanligt missförstånd är att typ 1-diabetes endast beror på en otillräcklig insulinproduktion i de langerhanska öarna. De förhöjda blodsockervärdena kan även bero på en instabil utsöndring av glukagon. 